# Finlandia (wódka)

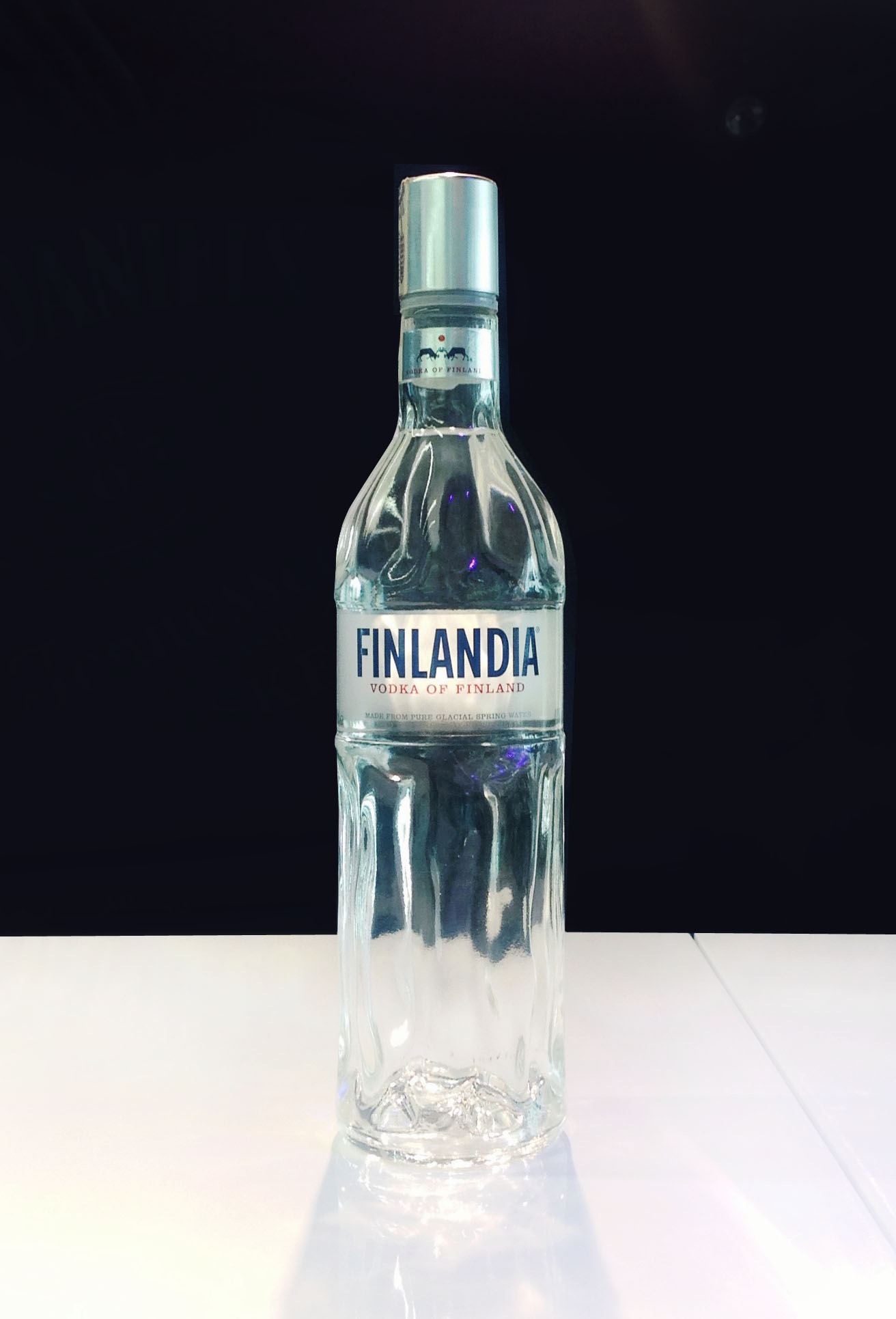
Butelka wódki Finlandia

Finlandia – wódka produkowana w Finlandii od 1970 o zawartości ok. 40% alkoholu. Istnieją też jej inne odmiany, ale nie są one dostępne na wszystkich rynkach (m.in. Finlandia o 60% zawartości alkoholu).
Powstaje ze spirytusu jęczmiennego, według zapewnień producenta tylko ze starannie wyselekcjonowanych 6-rzędowych źdźbeł jęczmienia i naturalnie czystej wody lodowcowej, pozyskiwanej w miejscowości Koskenkorva. Woda ta przepływa przez morenę glacjalną, ulegając wielokrotnej filtracji, w wyniku czego jest tak czysta, że dalsze chemiczne oczyszczanie nie jest konieczne. Produkt poddawany jest ponad 200 procesom destylacyjnym.
Butelka (ice bottle) została zaprojektowana przez fińskiego projektanta Tapio Wirkkali. Obecna butelka wódki Finlandia została zaprojektowana przez firmę Hanson Associates z Filadelfii. Wprowadzono ją na rynek w 1998. Dodano srebrną zakrętkę, a papierową etykietę zamieniono na lakierowaną na szkle. Zmiana spowodowała dwukrotny wzrost sprzedaży na rynku amerykańskim.
W 2003 nową butelkę zaprojektował Harri Koskinen, jeden z czołowych fińskich projektantów szkła. W tym samym czasie zmienione zostaje również logo marki (nowy projekt przygotowała nowojorska firma Wallace Church & Co.).
Finlandia początkowo była sprzedawana głównie na rynku skandynawskim. Na rynek amerykański trafiła w 1971. Obecnie marka ta, obok marki Jack Daniel’s, jest własnością amerykańskiej Brown-Forman Corporation i należy do najczęściej sprzedawanych na całym świecie.

## Odmiany

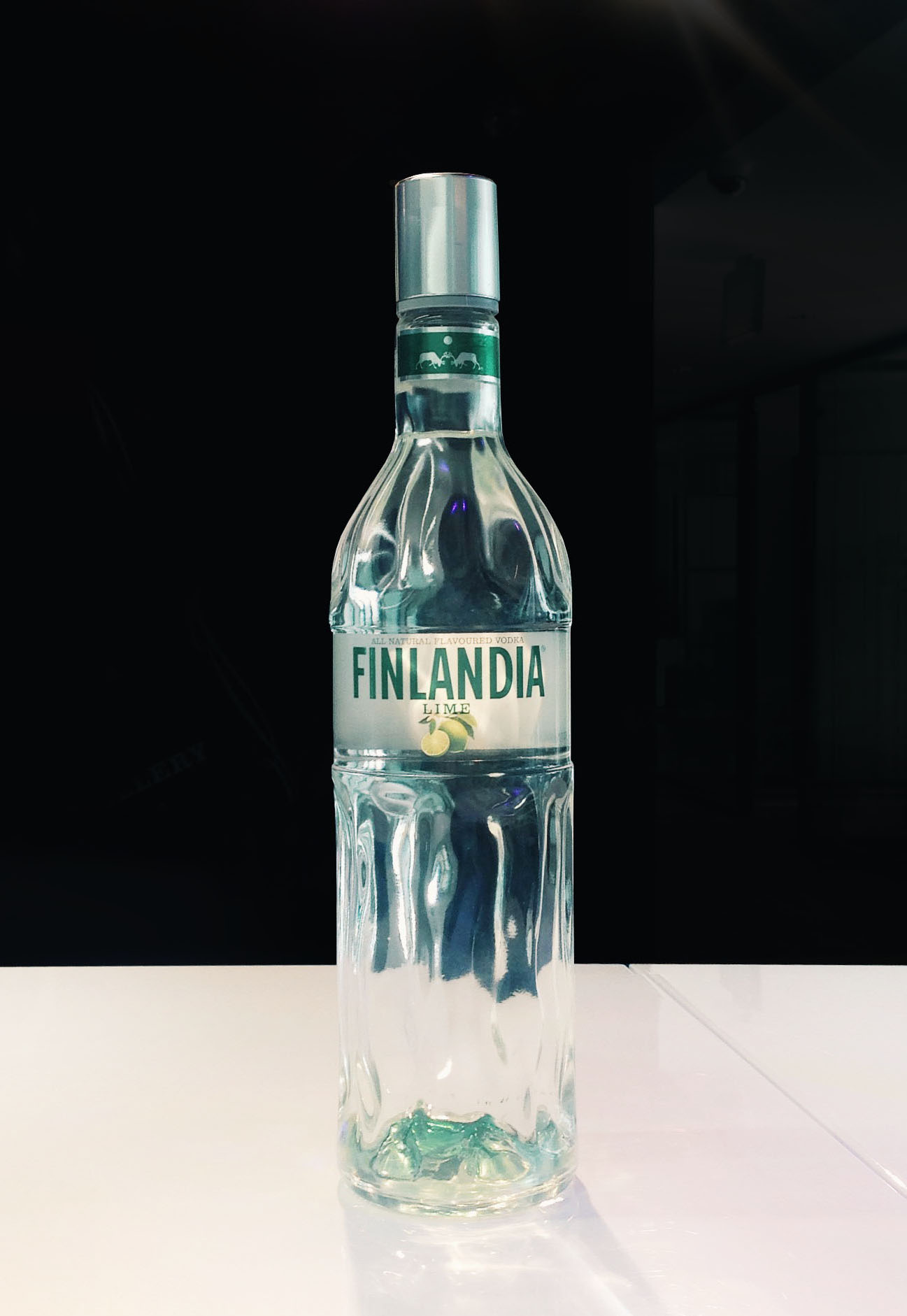
Finlandia Vodka o smaku limonkowym

Wódka Finlandia jest dostępna w postaci czystej (alkohol destylowany + woda) oraz w kilku odmianach smakowych.
| Nazwa                    | Rok wprowadzenia na rynek | Opis |
| ------------------------ | ------------------------- | --- |
| FINLANDIA CLASSIC        | 1970                      | Czysta wódka 40% |
| FINLANDIA CRANBERRY      | 1994                      | Wódka o smaku żurawinowym |
| FINLANDIA LIME           | 1999                      | Wódka o smaku limonki |
| FINLANDIA MANGO          | 2004                      | Wódka o smaku mango |
| FINLANDIA REDBERRY       | 2004                      | Wódka o smaku żurawinowym |
| FINLANDIA GRAPEFRUIT     | 2006                      | Wódka o smaku grejpfrutowym |
| FINLANDIA BLACKCURRANT   | 2009                      | Wódka o smaku czarnej porzeczki |
| FINLANDIA TANGERINE      | 2009                      | Wódka o smaku mandarynki |
| FINLANDIA RASPBERRY      | 2011                      | Wódka o smaku malinowym |
| FINLANDIA 101            | 2011                      | Czysta wódka 50,5% |
| FINLANDIA PLATINUM       | 2011                      | Czysta wódka 40% w edycji limitowanej Ta sama woda, alkohol i destylacja, co w przypadku Finlandia Classic. Różnice dotyczą receptury i procesu zmiękczania drewnem brzozowym. Produkowana ręcznie w małych, limitowanych partiach; każda butelka jest numerowana. |
| FINLANDIA COCONUT        | 2014                      | Wódka o smaku kokosowym |
| FINLANDIA NORDIC BERRIES | 2014                      | Wódka o smaku owoców leśnych |

## Historia
Historia fińskiej wódki sięga początków XVI wieku, zaś pierwsza zarejestrowana gorzelnia została założona w 1886 roku. Gorzelnia produkująca wódkę premium Finlandia została założona w 1888 roku przez dr Wilhelma Juslina obok źródła glacjalnego w małej fińskiej miejscowości Rajamäki. Obecnie zakład znajdujący się w tej samej historycznej lokalizacji nadal produkuje i butelkuje wódkę Finlandia.
W 1920 roku, po przyjęciu w Finlandii ustawy o prohibicji, gorzelnia w Rajamäki została wykupiona przez państwo w celu zabezpieczenia dostaw alkoholu na potrzeby aptek oraz do innych celów niespożywczych. Po zniesieniu ustawy prohibicyjnej w 1932 roku, państwo przejęło wyłączną kontrolę nad produkcją wódki.
W 1970 roku państwowe przedsiębiorstwo napojów alkoholowych Alko stworzyło markę wódki Finlandia. Rok później marka Finlandia stała się pierwszą skandynawską wódką sprzedawaną w Stanach Zjednoczonych, a także pierwszą importowaną marką wódki zaliczoną tam do kategorii premium.
W 1975 roku w Rajamäki zbudowano nowy zakład produkcji napojów alkoholowych, zaś w 1987 roku procesy destylacji zostały umiejscowione w zakładzie w Koskenkorva.
W 2000 roku znajdująca się w rękach prywatnych spółka Brown-Forman Corporation z siedzibą w USA nabyła 45% udziałów w Finlandia Vodka Worldwide, zaś państwowa Grupa Kapitałowa Altia będąca następcą prawnym Alko zachowała 55% udziałów. Dwa lata później spółka Brown-Forman nabyła dodatkowe 35% udziałów w Finlandia Vodka. W roku 2004 spółka Brown-Forman nabyła pozostałe 20% udziałów w Finlandia Vodka i w ten sposób stała się jedynym udziałowcem marki. W 2023 r. amerykański koncern Coca-Cola HBC ogłosił zakup fińskiego oddziału Brown-Forman, gdzie powstaje „Finlandia”. 

## Promocja
Na marketing wódki Finlandia złożyło się wiele globalnych kampanii promocyjnych:
- 1976–1985 – Kilka kampanii reklamowych, w których główny nacisk położono na smak: „Są wódki dla miłośników soku pomarańczowego i miłośników soku pomidorowego. Nadszedł czas na wódkę dla miłośników wódki” (1976), „Wódka dla purystów” (1977), „Wódka dla amatorów wódki” (1982), „Wódka Finlandia dla miłośników wódki” (1983) i „Najlepsza wódka na świecie. Na lodzie” (1984/85).
- 1990 – Kampania „Finlandia. Wódka ze szczytu świata“[14]. Kampania została ponownie przeprowadzona w 2006 roku.
- 1998 – Kampania „W poprzednim wcieleniu byłam czystą, lodowcową wodą źródlaną”[15].
- 1998–1999 – Główny sponsor Pucharu Świata w narciarstwie alpejskim FIS.
- 1998–2000 – Partnerstwo z zespołem wyścigowym West McLaren Mercedes. Marka wódki Finlandia pojawiła się na kaskach kierowców będących gwiazdami McLarena – Miki Hakkinena i Davida Coultharda.
- 1999 – Kampania „Orzeźwienie”[16].
- 2002 – Wódka Finlandia pojawiła się jako „Oficjalna Wódka Jamesa Bonda” dla potrzeb filmu “007 Śmierć nadejdzie jutro” z serii o Jamesie Bondzie[17].
- 2005 – Kampania „Wódka z czystszego miejsca”[18].
- 2013 – Kampania „W stronę mniej zwyczajnego życia”[19].

## Projekt butelki
Od samego początku duży nacisk kładziony był na wzór butelki wódki Finlandia. Firma współpracowała ze znanymi projektantami w celu twórczego zmieniania wizerunku i prezentacji. Niektóre z ważniejszych zmian i wydarzeń dotyczących wzoru:
- 1970 – Oryginalny wzór „Frozen Ice” stworzony przez Tapio Wirkkala. Butelka wzmacniała wrażenie dobrze schłodzonego alkoholu z Laponii w mroźnej arktycznej północy. Szkło z odpowiednią fakturą błyszczało jak powierzchnia sopla lodu. Na etykiecie umieszczone były dwa białe renifery ścierające się w polarnym słońcu na horyzoncie[20][21][22]
- 1970 – Magazyn Packaging Digest umieścił butelkę wódki Finlandia autorstwa Wirkkali wśród 100 najlepszych koncepcji opakowań roku 1970
- 1972 – Butelka autorstwa Wirkkali wygrała certyfikat Eurostar Europejskiej Federacji Opakowań
- 1983 – Zastąpienie czerwonej zakrętki niebieską zakrętką z nazwą marką. Szklana butelka otrzymała jasnoniebieski odcień
- 1990 – Wprowadzono nowy symbol i logotyp wódki Finlandia: Wprowadzono na rynek „etykietę z trzema reniferami”, która zastąpiła etykietę/logo z dwoma reniferami
- 1990 – Dwie butelki Wirkkali zostały wystawione w prestiżowym londyńskim Muzeum Wiktorii i Alberta jako przykład fińskiego wzornictwa szklanego[23]
- 1998 – Wprowadzenie wzoru „Hammered Ice” autorstwa Hansen Design z Design Philadelphia. Papierowa etykieta została zastąpiona tekstem lakierowanym[24]
- 2003 – Harri Koskinen, uznany fiński projektant szkła i autor wzorów przemysłowych, wraz z nowojorskimi grafikami Wallace Church & Co. oraz zespołem projektowym Finlandia Global, zaprojektował i wprowadził na rynek butelkę kolejnej generacji – „Glacial Ice”. Jej tekstura naśladowała wrażenie czystego topniejącego lodu, nawiązując do źródeł marki, czyli czystej źródlanej wody lodowcowej[25]
- 2004 – Wódka Finlandia Classic & Flavors zostają nagrodzone srebrnym medalem Wine and Spirits Design Award
- 2011 – Finlandia wprowadziła nową butelkę o nazwie „Melting Ice”. Butelka została opracowana dzięki wspólnym staraniom projektantów, w tym Harriego Koskinena, światowej sławy fińskiego projektanta, który odegrał zasadniczą rolę przy opracowaniu poprzedniej butelki wódki Finlandia, a także Kennetha Hirsta, wielokrotnie nagradzanego projektanta przemysłowego z Nowego Jorku, który wyrzeźbił nowy kształt.
- 2011 – The Glass Packaging Institute (GPI) ogłosił laureatów za rok 2011 corocznych nagród Clear Choice Awards – nowa butelka wódki Finlandia zdobyła główną nagrodę w kategorii destylowanych wyrobów spirytusowych za innowacyjność projektu[26]

## Nagrody
| WÓDKA                      | KONKURS                                              | LATA                   | NAGRODY / MEDALE                                    |
| Finlandia Classic Vodka    | The San Francisco World Spirits Competition          | 2000, 2008, 2010-2014  | Złoto, srebro                                       |
| Finlandia Classic Vodka    | The Ultimate Spirits Challenge                       | 2010-2014              | Finalista, doskonała, szczególnie polecana          |
| Finlandia Classic Vodka    | Ultimate Cocktail Challenge                          | 2010                   | Silna rekomendacja, polecana                        |
| Finlandia Classic Vodka    | TheFiftyBest.com Vodka Tasting                       | 2010, 2013             | Najlepsza wódka, złoto                              |
| Finlandia Classic Vodka    | The SIP Awards                                       | 2010, 2012, 2013       | Złoto, brąz                                         |
| Finlandia Classic Vodka    | International Wine & Spirits Competition             | 2008, 2009, 2012, 2013 | Srebro, brąz                                        |
| Finlandia Classic Vodka    | Los Angeles International Wine & Spirits Competition | 2012                   | Najlepsza w kategorii, złoto                        |
| Finlandia Classic Vodka    | ISW (Internationaler Spirituosen Wettbewerb)         | 2009                   | Czysty alkohol roku, złoto                          |
| Finlandia Classic Vodka    | American Tasting Institute                           | 1999                   | Nagroda „Award of Excellence”                       |
| Finlandia Classic Vodka    | 13th annual competition in „Alcohol Market”          | 2007                   | Produkt roku 2007                                   |
| Finlandia Classic Vodka    | International Spirits Challenge                      | 2013                   | Srebro                                              |
| Finlandia Classic Vodka    | Vodka Masters                                        | 2009                   | Złoto                                               |
| Finlandia Classic Vodka    | Wine Enthusiast                                      | 2013                   | Ocena 90 pkt/ Nagroda „Best Buy”                    |
| Finlandia Cranberry Vodka  | The San Francisco World Spirits Competition          | 2000, 2001, 2010       | Srebro, brąz                                        |
| Finlandia Cranberry Vodka  | The SIP Awards                                       | 2010                   | Złoto                                               |
| Finlandia Cranberry Vodka  | The Ultimate Spirits Challenge                       | 2010                   | Dobra, polecana                                     |
| Finlandia Cranberry Vodka  | Ultimate Cocktail Challenge                          | 2010                   | Dobra/polecana                                      |
| Finlandia Grapefruit Vodka | International Wine & Spirits Competition             | 2008, 2009, 2012, 2013 | Srebro, brąz                                        |
| Finlandia Grapefruit Vodka | The San Francisco World Spirits Competition          | 2007, 2008, 2010-2014  | Podwójne złoto, najlepszy produkt smakowy, brąz     |
| Finlandia Grapefruit Vodka | The Ultimate Spirits Challenge                       | 2010-2014              | Doskonała, szczególnie polecana, silna rekomendacja |
| Finlandia Grapefruit Vodka | The SIP Awards                                       | 2009-2013              | Platyna, złoto                                      |
| Finlandia Grapefruit Vodka | TheFiftyBest.com Vodka Tasting                       | 2010, 2012             | Podwójne złoto                                      |
| Finlandia Grapefruit Vodka | Vodka Masters                                        | 2008, 2010             | Nagroda Masters                                     |
| Finlandia Grapefruit Vodka | Los Angeles International Wine & Spirits Competition | 2012                   | Złoto                                               |
| Finlandia Grapefruit Vodka | ISW (Internationaler Spirituosen Wettbewerb)         | 2009                   | Srebro                                              |
| Finlandia Grapefruit Vodka | Wine Enthusiast                                      | 2010                   | Znakomita                                           |
| Finlandia Grapefruit Vodka | International Spirits Challenge                      | 2008, 2009, 2013       | Srebro, brąz                                        |
| Finlandia Raspberry Vodka  | The San Francisco World Spirits Competition          | 2012-2014              | Srebro, brąz                                        |
| Finlandia Raspberry Vodka  | The Ultimate Spirits Challenge                       | 2012-2014              | Silna rekomendacja, polecana                        |
| Finlandia Raspberry Vodka  | International Wine & Spirits Competition             | 2012, 2013             | Srebro, brąz                                        |
| Finlandia Raspberry Vodka  | The SIP Awards                                       | 2012, 2013             | Złoto, srebro                                       |
| Finlandia Raspberry Vodka  | Los Angeles International Wine & Spirits Competition | 2012                   | Srebro                                              |
| Finlandia Raspberry Vodka  | TheFiftyBest.com[xii]                                | 2012                   | Złoto                                               |
| Finlandia Tangerine Vodka  | The San Francisco World Spirits Competition          | 2009-2014              | Srebro, brąz                                        |
| Finlandia Tangerine Vodka  | The SIP Awards                                       | 2009-2011, 2013        | Platyna, złoto, brąz                                |
| Finlandia Tangerine Vodka  | The Ultimate Spirits Challenge                       | 2011, 2013, 2014       | Silna rekomendacja                                  |
| Finlandia Tangerine Vodka  | International Wine & Spirits Competition             | 2009, 2013             | Brąz                                                |
| Finlandia Tangerine Vodka  | International Spirits Challenge                      | 2013                   | Srebro                                              |
| Finlandia Tangerine Vodka  | TheFiftyBest.com Vodka Tasting                       | 2010                   | Srebro                                              |
| Finlandia Tangerine Vodka  | Vodka Masters                                        | 2009                   | Nagroda Masters                                     |
| Finlandia Tangerine Vodka  | Wine Enthusiast                                      | 2010                   | Bardzo dobra                                        |
| Finlandia Redberry Vodka   | The SIP Awards                                       | 2012, 2013             | Brąz                                                |
| Finlandia Redberry Vodka   | The Ultimate Spirits Challenge                       | 2012, 2013             | Polecana                                            |
| Finlandia Mango Vodka      | The San Francisco World Spirits Competition          | 2008, 2009, 2013       | Srebro                                              |
| Finlandia Mango Vodka      | International Wine & Spirits Competition             | 2008, 2009, 2013       | Srebro, brąz                                        |
| Finlandia Mango Vodka      | International Spirits Challenge                      | 2008, 2009, 2013       | Złoto, brąz                                         |
| Finlandia Mango Vodka      | The SIP Awards                                       | 2010, 2013             | Brąz                                                |
| Finlandia Mango Vodka      | The Ultimate Spirits Challenge                       | 2013, 2014             | Silna rekomendacja                                  |
| Finlandia Mango Vodka      | Vodka Masters                                        | 2009                   | Srebro                                              |
| Finlandia Coconut Vodka    | The San Francisco World Spirits Competition          | 2014                   | Złoto                                               |
| Finlandia Coconut Vodka    | The Ultimate Spirits Challenge                       | 2014                   | Polecana                                            |
| Finlandia Lime Vodka       | The San Francisco World Spirits Competition          | 2009, 2010             | Srebro, brąz                                        |
| Finlandia Lime Vodka       | International Spirits Challenge                      | 2009                   | Brąz                                                |
| Finlandia Lime Vodka       | International Wine & Spirits Competition             | 2009                   | Srebro                                              |
| Finlandia Lime Vodka       | The SIP Awards                                       | 2010                   | Srebro                                              |
| Finlandia Lime Vodka       | Vodka Masters                                        | 2009                   | Złoto                                               |
| Finlandia Lime Vodka       | Wine Enthusiast                                      | 2010                   | Znakomita                                           |
| Finlandia Platinum         | International Wine & Spirits Competition             | 2013                   | Srebro                                              |